# 예술가의 똥
예술가의 똥(이탈리아어: Merda d'artista)은 이탈리아의 현대미술 작가 피에로 만초니의 1961년 작품이다. 마르셀 뒤샹의 레디메이드로부터 영향을 받은 작품으로, 깡통 속에 작가 본인의 대변을 넣고 밀봉하여 제작했다.

## 상세
깡통의 크기는 4.8 x 6.5cm이며, 그 개수는 총 90여 개이다. 깡통에 부착된 라벨에는 아래와 같은 내용의 글귀가 각 깡통마다 영어, 이탈리아어, 프랑스어, 독일어로 번역되어 적혀 있다.
| Artist's Shit Contents 30 gr net Freshly preserved Produced and tinned in May 1961 | 예술가의 똥 정량 30그램 신선 보관됨 생산 밀봉 일자 1961년 5월 |

본 작품을 제작할 당시 만초니는 인간의 산물과 예술의 산물 (즉 예술품) 사이의 관계를 탐구하는 작품을 만들던 시점이었다. 이 시기의 대표적인 다른 예로는 <예술가의 숨> (Fiato d'artista)을 들 수 있는데, 말 그대로 자신의 숨을 풍선 안에 불어넣어 제작한 연작 시리즈였다. 한편으로 이 작품을 제작하게 된 직접적인 계기는 통조림 공장을 운영한 아버지가 아티스트였던 아들을 두고 "네 작품은 똥이야"라고 말했던 것이라는 이야기도 있다.
만초니 생전에는 이 작품을 판매한 적이 거의 없었다. 대신에 그는 친구들이나 교류하는 다른 예술가에게 작품을 보냈다. 1961년 12월 만초니는 친구 벤 보티에에게 보낸 편지에서, "온 예술가들이 자기 지문을 팔았으면 해. 아니면 누가 제일 긴 선을 그리는지 누가 자기 똥을 담은 캔을 파는지 겨뤄보는 대회를 열든 해야지. 자기 개성을 나타낸 수단 중에서 인정받는 건 지문뿐이야. 수집가들이 예술가의 은밀한, 정말 사적인 걸 사고 싶다면 그 예술가가 싼 똥이나 사라지. 그게 진짜 그 사람 것 아니겠나"라며 제작 의도를 암시하기도 했다. 만초니의 또다른 친구였던 엔리코 바이는 이들 캔이 내포하는 의미가 "예술계와 작가, 예술비평에 대한 반항적 조롱 행위"라 평하기도 했다.
<예술가의 똥>을 해석하는 데 있어 연관되는 사상으로는 카를 마르크스의 상품물신주의, 마르셀 뒤샹의 레디메이드 개념을 들 수 있다.

## 거래
만초니는 작품가에 대해 캔 속에 들어있는 대변 30g과 같은 무게의 금 가격 (1961년 당시 약 37달러)로 책정한 바 있다. 그러나 상술했듯 생전에는 시장에 내놓은 적이 거의 없었다.
1963년 만초니 사망 이후 비로소 이탈리아, 파리, 미국 등지의 미술 시장 사이에서 활발히 거래되기 시작했으며, 이때부터 예술품의 가치가 점점 상승하여 결과적으로 작가의 책정가에서 훨씬 벗어난 3000g 무게의 금과 같은 가격까지 치솟게 되었다.
총 90개의 깡통 중에서 만초니의 유가족이 소장한 5본을 제외하고 나머지는 전세계 각지의 현대미술 컬렉션으로 보존되고 있다. 가스가 새어나오거나 부식되어 손상된 것을 제외하고는 대부분 높은 가격으로 거래되고 있다.
2007년 5월 23일 소더비 경매에 올라온 깡통 하나가 124,000유로 (한화 약 1억 6400만 원)에 거래되었고, 2008년 10월에는 소더비 경매에 83번 깡통이 다시 올라와 예상 책정가 약 5~7만 파운드 (한화 약 7000만~1억 원)를 깨고 97,250파운드 (한화 약 1억 4000만 원)에 거래되었다. 2016년 8월 밀라노 아트옥션에서 경매로 올라온 깡통은 275,000유로 (한화 약 3억 6400만 원)로 낙찰되어 거래가 신기록을 경신했다.

## 내용물
만초니의 친구였던 예술가 아고스티노 보날루미는 캔 안에 든 것은 대변이 아니라 회반죽이라고 주장한 적이 있다. 캔 자체가 철로 되어 있어 엑스레이나 스캔 검사만으로 내용물을 판별할 수는 없으며, 캔을 개봉한다면 예술품으로서의 가치를 잃게 된다. 그래서 <예술가의 똥> 속에 담겨있는 실제 내용물은 여전히 알 수 없는 상태로 남아 있다.
1989년 마르세유 로저 페아스 갤러리에서 이 작품을 전시할 당시, 프랑스의 예술가 베르나르 바질이 '피에로 만초니의 열린 캔' (Boite ouverte de Piero Manzoni)이란 이름의 행사를 기획하고 실제로 캔을 개봉했다. 캔 속에는 솜 같은 것으로 싸여진 작은 캔 하나가 더 나왔는데, 여기서 더는 개봉하지 않았다. 이밖에도 다른 캔이 폭발하여 그 내용물이 노출되었는데, 똑같이 또다른 캔이 들어있었다는 루머가 있다.
1994년에는 덴마크의 예술품 수집가 욘 후노브 (John Hunov)가 란데르의 한 미술관 측에 이 작품의 보관을 의뢰했는데, 미술관 측에서 작품을 다소 높은 상온에 두면서 그 내용물이 새는 일이 벌어졌고, 그로 인한 소송 분쟁이 언론의 주목을 받은 적이 있었다. 결론적으로 미술관 측이 수집가에게 250,000크로네를 보상하기로 하면서 이 사건은 마무리되었다.

## 같이 보기
- 충격 미술